# Armia Kwantuńska

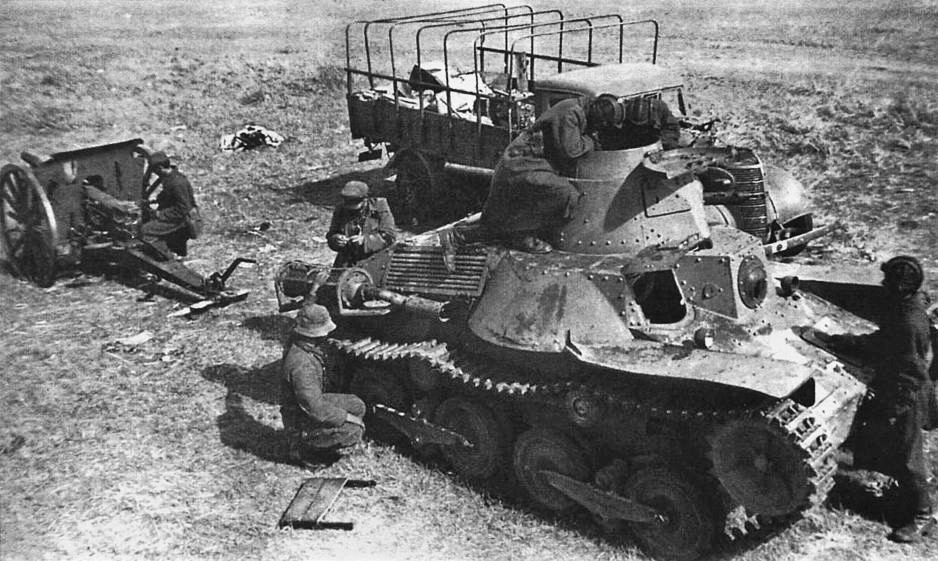
Czołg japoński Typ 95 Ha-Go zdobyty przez żołnierzy radzieckich.

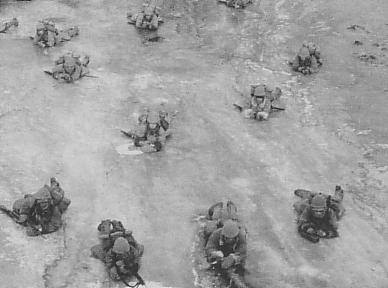
Żołnierze Armii Kwantuńskiej w czasie manewrów w 1941.

Armia Kwantuńska (jap. 関東軍 Kantōgun) – część Cesarskiej Armii Japońskiej, do roku 1931 stacjonująca głównie na terenie okupowanej Korei; później i w trakcie II wojny światowej na terenie marionetkowego, podporządkowanego Japonii państwa Mandżukuo, w 1945 rozbita przez Armię Czerwoną.

## Historia
Utworzona w 1907 dla ochrony południowomandżurskiej linii kolejowej, otrzymała status samodzielnej armii w 1919. 18 września 1931 przeprowadziła udaną prowokację zwaną incydentem mukdeńskim, dzięki której zajęła Mandżurię (rok później przekształcono Mandżurię na Mandżukuo). W 1935 składała się już z 200 tys. ludzi, co stanowiło połowę wszystkich wojsk lądowych Japonii. Po zaangażowaniu Cesarstwa w Chinach Północnych (incydent na moście Marco Polo) 7 lipca 1937, straciła priorytet w rozbudowie. W maju 1939 roku zaatakowała Mongolską Republikę Ludową, której pomocy udzieliła Armia Czerwona. Doszło do bitwy nad Chałchin-Goł w czasie której Armia Kwantuńska poniosła dotkliwą klęskę, tracąc ponad 50 tys. żołnierzy, zabitych, rannych i wziętych do niewoli. Przez Iana Vernona Hogga klęska ta uznana została za największą w historii armii japońskiej.  W 1939 dysponowała siłą 9 dywizji i liczebnością 270 tys. ludzi. Stanowiło to już tylko 1/5 wojsk lądowych Japonii. Główne siły lądowe walczyły w Chinach (24 dywizje - 710 tys. ludzi).

### Operacja kwantuńska
Do działań ofensywnych przeciw Japonii Armia Czerwona przeszła 9 sierpnia 1945 (8 sierpnia ZSRR wypowiedział wojnę Japonii) wkraczając na tereny okupowane przez Armię Kwantuńską. Wcześniej Armia Czerwona nie mogła tego dokonać ze względu na szczupłość sił, które miały wypełniać jedynie zadania obronne. Działania zaczepne wynikały z realizacji warunków umowy zawartej między Józefem Stalinem a Franklinem Delano Rooseveltem i Winstonem Churchillem, którą podpisano 11  lutego 1945 w Jałcie, a dotyczącą przystąpienia ZSRR do wojny z Japonią po stronie Aliantów w dwa do trzech miesięcy po kapitulacji Niemiec. 
Za udział w wojnie przeciw Japonii alianci zachodni obiecali Związkowi Radzieckiemu kontrolę nad Mongolią i Mandżurią oraz zwrot terytoriów utraconych przez Rosję w czasie wojny z Japonią w 1905 roku. Udział w wojnie Armii Czerwonej miał na celu zmniejszyć straty wśród armii USA. Wynikał też z panującej opinii, że trudno będzie pokonać Japonię.
Armia Kwantuńska w tym czasie liczyła około 881 000 żołnierzy.
- 1 Front: 3 i 5 Armia (razem 10 dywizji),
- 3 Front: 30 i 44 Armia (razem 9 dywizji) i 4 Samodzielna Armia (2 dywizje),
- 17 Front: 59 Armia i jednostki samodzielne (razem 7 dywizji), 2 Armia Lotnicza, 5 Armia Lotnicza i Sungaryjska Flota Rzeczna.

Razem z rezerwą było to: 31 dywizji piechoty, 9 brygad piechoty, 1 brygada specjalna (straceńców), 2 brygady pancerne.
Liczebność tej armii to 443 tys. ludzi, 1155 czołgów, 5360 dział i 1800 samolotów. Do tych liczb należy doliczyć podległe dowódcy Armii Kwantuńskiej jednostki posiłkowe: Armii Mandżukuo, wojsk Mongolii Wewnętrznej oraz prowincji Suiyuan (około 300 tys.), co podniosło liczebność wojsk do 881 tys. ludzi.
Przeciw Armii Kwantuńskiej, Armia Czerwona użyła sił trzech frontów.
- Front Zabajkalski (17 Armia, 36 Armia, 39 Armia, 53 Armia, 6 Gwardyjska Armia Pancerna, 12 Armia Lotnicza i radz.-mong. grupa konno-zmechanizowana),
- 1 Front Dalekowschodni (1 Armia, 5 Armia, 25 Armia, 35 Armia, 9 Armia Lotnicza, Czugujewska GO i 10 Korpus Zmechanizowany),
- 2 Front Dalekowschodni (2 Armia, 15 Armia, 16 Armia, 10 Armia Lotnicza, 5K i Wojska Kamczackiego Rejonu Obrony).

Siły Armii Czerwonej wynosiły 1 577 000 żołnierzy, 26 137 dział i moździerzy, 5556 czołgów i dział panc. oraz około 3500 samolotów.
Armia Kwantuńska została szybko rozbita. 17 sierpnia dowództwo wydało rozkaz zaprzestania działań, jednak dopiero od 20 sierpnia oddziały japońskie zaczęły się poddawać. Do 2 września do niewoli radzieckiej dostało się około 600 000 żołnierzy Armii Kwantuńskiej.

## Liczebność
W następnych latach stosunek wojsk stacjonujących w Chinach i Mandżurii przedstawiał się następująco:
| Rok:                                      | Liczba żołnierzy w Chinach:                                        | Liczba żołnierzy w Mandżurii:                                     |
| ----------------------------------------- | ------------------------------------------------------------------ | ----------------------------------------------------------------- |
| - 1940 - 1941 - 1942 - 1943 - 1944 - 1945 | - 680 tys. - 680 tys. - 680 tys. - 680 tys. - 800 tys. - 1100 tys. | - 400 tys. - 700 tys. - 700 tys. - 600 tys. - 460 tys. - 784 tys. |

## Dowódcy
- Koichirō Tachibana (1919–1921)
- Misao Kawai (1921–1922)
- Minobu Ono (1922–1923)
- Yoshinori Shirakawa (1923–1926)
- Nobuyoshi Mutō (1926–1927)
- Chōtarō Muraoka (1927–1929)
- Eitarō Hata (1929–1930)
- Takashi Hishikari (1930–1931)
- Shigeru Honjō (1931–1932) – incydent mukdeński
- Nobuyoshi Mutō (1932–1933)
- Takashi Hishikari (1933–1934)
- Jirō Minami (1934–1936)
- Kenkichi Ueda[9] (1936–1939) – bitwa nad Chałchin-Goł
- Yoshijirō Umezu (1939–1944)
- Otozō Yamada (1944–1945[10]) – operacja kwantuńska